# Carcelia delicatula
Carcelia delicatula là một loài ruồi trong họ Tachinidae.